# Догель, Михаил Иванович
Михаил Иванович Догель (1865, Гейдельберг, Германская империя — 25 августа 1936 Париж, Франция) — русский юрист международного права, профессор; член Совета Главного управления по делам печати,  действительный статский советник.

## Биография
Родился 11 сентября 1865 года[по какому календарю?] в Гейдельберге, где его отец, Иван Михайлович занимался у Гельмгольца.
Среднее образование получил в Первой Казанской гимназии. В 1888 году окончил со званием действительного студента физико-математический факультет Казанского университета. С 31 октября 1889 по 12 сентября 1890 года служил в канцелярии Казанского губернского правления.
Выдержав в 1890 году испытание в юридической испытательной комиссии при Казанском университете, определился на службу по ведомству министерства юстиции, с прикомандированием для занятий в канцелярию V-го департамента Правительствующего сената, а с 8 октября 1891 по 6 июня 1892 года состоял кандидатом на судебные должности при Казанском окружном суде.
Осенью 1892 года за свой счёт отправился в командировку за границу для научных занятий, по возвращении из которой он приобрёл звание приват-доцента по международному праву. С 8 июня 1895 года был зачислен приват-доцентом Харьковского университета, с поручением чтения лекций по международному праву; 6 ноября 1896 года перемещён в Казанский университет в том же звании.
В 1898 году Санкт-Петербургским университетом после защиты диссертации «Юридическое положение личности во время сухопутной войны. Комбатанты» был удостоен степени магистра международного права. В апреле 1900 года в Харьковском университете за диссертацию «О военном занятии (Occupatio bellica)» получил степень доктора международного права и 2 августа 1900 года назначен экстраординарным профессором Казанского университета по занимаемой им кафедре международного права; с 7 марта 1903 года — ординарный профессор.
Во время революции 1905–1907 гг. выступил в защиту монархии.
В 1911–1917 годах был член совета Главного управления по делам печати. Одновременно, был профессором Училища правоведения и в 1914–1917 годах — ординарным профессором кафедры полицейского права Юрьевского университета.
С 14 апреля 1913 года — действительный статский советник. Был награждён орденами Св. Станислава 2-й ст. (1906) и Св. Анны 2-й ст. (1909).
После Октябрьской революции эмигрировал в Константинополь. Был избран товарищем председателя правления Русского комитета в Турции. Затем переехал во Францию, жил в Париже. Был профессором Русского юридического факультета Парижского университета (1925—1926). Выступал с докладами в русских организациях.
Скончался 25 августа 1936 года в Париже.